# Bucculatrix mesoporphyra
Bucculatrix mesoporphyra är en fjärilsart som beskrevs av Turner 1933. Bucculatrix mesoporphyra ingår i släktet Bucculatrix och familjen kronmalar. Inga underarter finns listade i Catalogue of Life.